# Агальмила
Агальмила (лат. Agalmyla) — род цветковых растений семейства Геснериевые (лат. Gesneriaceae), включающий в себя 96 видов многолетних кустарников и эпифитов.

## Этимология названия
Название рода создано из двух греческих слов греч. αγαλμα — слава, украшение, и греч. ΰλη — лес, то есть в совокупности может быть переведено как «украшение леса», что вполне справедливо ввиду ярких красных и оранжевых цветов растения.

## Ботаническое описание
Наземные кустарники или лазящие эпифитные многолетние растения разного габитуса. Стебли укореняющиеся в узлах. Листья супротивные, зелёные, мелкие чешуевидные или крупные городчатые — наблюдается сильная анизофиллия листьев, большое разнообразие их форм и волосистости. Соцветия пазушные, на длинных или коротких цветоносах, из 15-30 цветков, цимозного типа: зонтик или кисть. Чашелистики сросшиеся, реже раздельные, трубчатые. Венчик трубчатый, изогнутый, колокольчатый, с 5-лопастным отгибом, сегменты отгиба округлые, цвет — жёлтый, оранжевый, красный с темными полосами или без таковых, с волосистыми участками в жёлтом зеве. Тычинок 4, длинные сросшиеся, нити тонкие, плоские, пыльники продолговатые, открываются по продольным бороздкам, выступают из венчика. Пестик с двойным рыльцем. Завязь удлинённо-яйцевидная. Плод — удлинённая цилиндрическая коробочка, раскрывается вдоль на две части, каждая из которых состоит из ещё четырёх. Семена с нитевидными выростами на обоих концах. Размер, форма и окраска цветов указывают на опыление птицами.

## Ареал и климатические условия
Филиппины, Молуккские острова, Новая Гвинея. Растет в основном как эпифит на стволах высоких деревьев во влажных горных лесах до 1000 м над уровнем моря.

## Хозяйственное значение и применение
Ценное декоративное растение. Рослые виды пригодны к выращиванию в просторных помещениях, в зимних садах и оранжереях. Небольшие виды выращивают как ампельное в подвесных кашпо.

### Агротехника
Посадка. Сажают в рыхлый, водо- и воздухопроницаемый субстрат для комнатных растений, с добавлением торфа и керамзита; на дне горшка устраивают дренаж из слоя керамзита и черепков.
Уход. Растение светолюбиво, но не выносит прямых солнечных лучей. В период роста необходим обильный полив, недопускать застаивания воды в поддоне. Предпочитает повышенную влажность воздуха, летом опрыскивать тёплой водой. Оптимальная температура летом 22-24°С, зимой — 17-18°С. Регулярные подкормки в период роста, с марта по октябрь — 1 раз в 2 недели удобрением для цветущих растений, 1/2 рекомендованной на упаковке дозы. С ноября по февраль наступает период покоя — надо снизить температуру и уменьшить полив.
Пересадка. В феврале-марте из горшка осторожно выбивают земляной ком, отстраняют старый субстрат и пересаживают в свежий; при необходимости проводят обрезку. Растение хорошо выглядит первые четыре года, потом у него нижние части стеблей оголяются, и его лучше заменить новым, выращенным из черенков.
Размножение. Верхушечными стеблевыми черенками с 6-8 междоузлиями в конце весны, путём закоренения в тепличке в легком субстрате при 22-25°С.

## Виды
По информации базы данных The Plant List (2013), род включает 96 видов
.

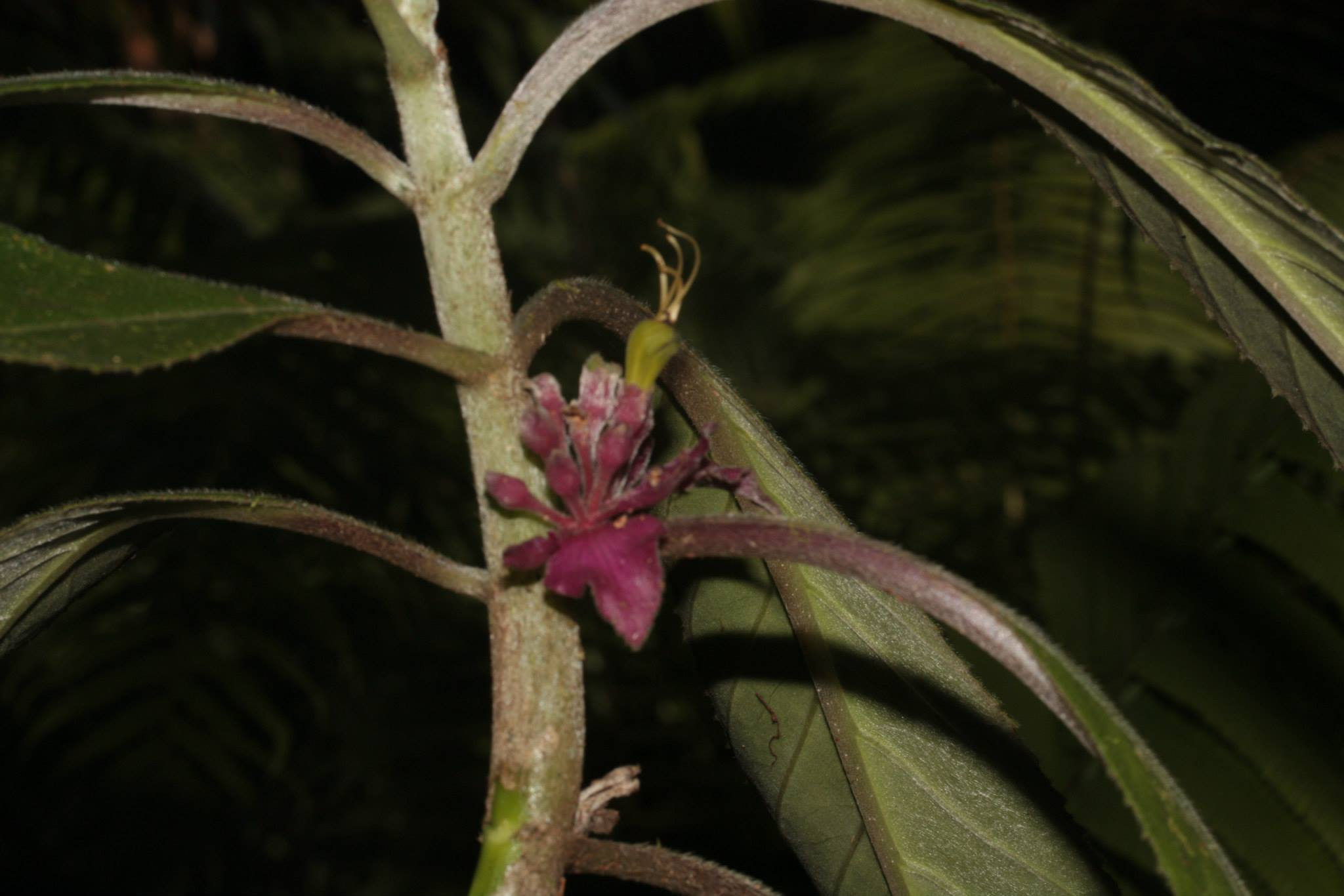
Agalmyla clarkei

- Agalmyla affinis Hilliard & B.L.Burtt
- Agalmyla aitinyuensis Hilliard & B.L.Burtt
- Agalmyla ambonica Hilliard & B.L.Burtt
- Agalmyla angiensis (Kaneh. & Hatus.) Hilliard & B.L.Burtt
- Agalmyla angustifolia Miq.
- Agalmyla aurantiaca Hilliard & B.L.Burtt
- Agalmyla beccarii C.B.Clarke
- Agalmyla bicolor Hilliard & B.L.Burtt
- Agalmyla biflora (Elmer) Hilliard & B.L.Burtt
- Agalmyla bilirana Hilliard & B.L.Burtt
- Agalmyla borneensis (Schltr.) B.L.Burtt
- Agalmyla bracteata (Stapf) B.L.Burtt
- Agalmyla brevifolia S.Moore
- Agalmyla brevipes (C.B.Clarke) B.L.Burtt
- Agalmyla brownii (Koord.) B.L.Burtt
- Agalmyla calelanensis (Elmer) Hilliard & B.L.Burtt
- Agalmyla centralis Hilliard & B.L.Burtt
- Agalmyla chalmersii (F.Muell.) B.L.Burtt
- Agalmyla chorisepala (C.B.Clarke) Hilliard & B.L.Burtt
- Agalmyla chrysostyla (Schltr.) Hilliard & B.L.Burtt
- Agalmyla clarkei (Elmer) B.L.Burtt
- Agalmyla columneoides Hilliard & B.L.Burtt
- Agalmyla decipiens Hilliard & B.L.Burtt
- Agalmyla dentatisepala Hilliard & B.L.Burtt
- Agalmyla diandra Hilliard & B.L.Burtt
- Agalmyla elegans (K.Schum. & Lauterb.) Hilliard & B.L.Burtt
- Agalmyla elongata (Blume) B.L.Burtt
- Agalmyla erecta B.L.Burtt
- Agalmyla exannulata Hilliard & B.L.Burtt
- Agalmyla formosa Hilliard & B.L.Burtt
- Agalmyla gjellerupii (Schltr.) Hilliard & B.L.Burtt
- Agalmyla glabra (Copel. ex Merr.) Hilliard & B.L.Burtt
- Agalmyla glabrisepala Hilliard & B.L.Burtt
- Agalmyla glandulosa Hilliard & B.L.Burtt
- Agalmyla gracilis Hilliard & B.L.Burtt
- Agalmyla hilliardiae D.J.Middleton & S.M.Scott
- Agalmyla hirta Hilliard & B.L.Burtt
- Agalmyla hooglenii Hilliard & B.L.Burtt
- Agalmyla immersinervia Hilliard
- Agalmyla inaequidentata Hilliard & B.L.Burtt
- Agalmyla insularis Hilliard & B.L.Burtt
- Agalmyla javanica Hilliard & B.L.Burtt
- Agalmyla johannis-winkleri (Kraenzl.) B.L.Burtt
- Agalmyla keysseri (Diels) Hilliard & B.L.Burtt
- Agalmyla kowapiana Hilliard & B.L.Burtt
- Agalmyla lavandulacea Hilliard & B.L.Burtt
- Agalmyla leuserensis Hilliard & B.L.Burtt
- Agalmyla lobata (Schltr.) Hilliard & B.L.Burtt
- Agalmyla longiattenuata Hilliard & B.L.Burtt
- Agalmyla longipetiolata Hilliard & B.L.Burtt
- Agalmyla macrocalyx Hilliard & B.L.Burtt
- Agalmyla macrocolon Hilliard & B.L.Burtt
- Agalmyla manuselae Hilliard & B.L.Burtt
- Agalmyla minor (K.Schum. & Lauterb.) Hilliard & B.L.Burtt
- Agalmyla montis-tomasii Hilliard & B.L.Burtt
- Agalmyla multiflora (Kaneh. & Hatus.) Hilliard & B.L.Burtt
- Agalmyla murudiana Hilliard & B.L.Burtt
- Agalmyla nervosa Hilliard & B.L.Burtt
- Agalmyla obiana Hilliard & B.L.Burtt
- Agalmyla ovata (B.L.Burtt) Hilliard & B.L.Burtt
- Agalmyla parasitica (Lam.) Kuntze
- Agalmyla paromoia Hilliard & B.L.Burtt
- Agalmyla parvifolia (S.Moore) Hilliard & B.L.Burtt
- Agalmyla parvilimba Hilliard & B.L.Burtt
- Agalmyla pauciflora Hilliard & B.L.Burtt
- Agalmyla paucipilosa Hilliard & B.L.Burtt
- Agalmyla persimilis Hilliard & B.L.Burtt
- Agalmyla porrectiloba Hilliard & B.L.Burtt
- Agalmyla pseudoborneensis Hilliard & B.L.Burtt
- Agalmyla pulcherrima Hilliard & B.L.Burtt
- Agalmyla remotidentata Hilliard & B.L.Burtt
- Agalmyla roseoflava Hilliard & B.L.Burtt
- Agalmyla rotundiloba Hilliard & B.L.Burtt
- Agalmyla rubra (Merr.) B.L.Burtt
- Agalmyla samarica Hilliard & B.L.Burtt
- Agalmyla scabriflora Hilliard & B.L.Burtt
- Agalmyla schlechteri Hilliard & B.L.Burtt
- Agalmyla serrata Hilliard & B.L.Burtt
- Agalmyla sibuyanensis Hilliard & B.L.Burtt
- Agalmyla similis Hilliard & B.L.Burtt
- Agalmyla singularis Hilliard & B.L.Burtt
- Agalmyla sojoliana Hilliard & B.L.Burtt
- Agalmyla stellifera Hilliard & B.L.Burtt
- Agalmyla stenosiphon Hilliard & B.L.Burtt
- Agalmyla tamrauana Hilliard & B.L.Burtt
- Agalmyla tobensis Hilliard & B.L.Burtt
- Agalmyla torajiana Hilliard
- Agalmyla triflora (Valeton) B.L.Burtt
- Agalmyla tuberculata Hook.f.
- Agalmyla urdanetensis (Elmer) Hilliard & B.L.Burtt
- Agalmyla valetoniana (Lauterb.) Hilliard & B.L.Burtt
- Agalmyla villosa (Schltr.) Hilliard & B.L.Burtt
- Agalmyla vogelii Hilliard & B.L.Burtt
- Agalmyla wekariensis Hilliard & B.L.Burtt
- Agalmyla wildeorum Hilliard & B.L.Burtt
- Agalmyla wondiwoiana Hilliard & B.L.Burtt